# Prunus serotina
Pour les articles homonymes, voir Cerisier (homonymie) et Cerise noire.
Espèce
Classification phylogénétique
Répartition géographique
Le Cerisier d'automne, Cerisier noir ou Cerisier tardif (Prunus serotina) est une espèce de plantes à fleurs de la famille des Rosaceae. C'est un arbre originaire de l'Est du continent Nord-Américain. Il est parfois confondu avec Prunus padus.

## Description
Le cerisier tardif est un arbre à feuillage caduc pouvant atteindre une hauteur de 20 m en Europe et jusque 35 m aux États-Unis[réf. souhaitée]. Son écorce est gris foncé et se fissure avec l'âge.
Les feuilles sont de forme elliptique à lancéolée (12 cm de long pour 5 cm de large). Elles sont coriaces et munies d'une fine dentelure dirigée vers l’avant. Leur face supérieure est de couleur vert foncé luisante et est lisse, tandis que leur face inférieure est plus claire et est pubescente le long de la nervure principale.
En automne, elles deviennent jaunes avant de tomber.
Les fleurs sont blanches et font environ 1 cm. Elles sont légèrement pédicellées (de 3 à 6 mm) et réunies en grappes de 10 à 15 cm.
Le fruit est une drupe de couleur rouge foncé à noir et large de 8 à 10 mm. Il est comestible.

## Répartition

### Distribution naturelle
Le cerisier tardif est originaire d'Amérique du Nord où on peut le trouver dans différents milieux, formant des arbres dominants [réf. souhaitée]. L'aire de répartition naturelle de cette espèce en Amérique du Nord est le sud du Québec, l'Ontario, la Nouvelle-Écosse et le Nouveau-Brunswick au Canada, jusqu'au Texas et en Floride aux États-Unis. On le trouve également au Mexique et au Guatemala.
Une de ses sous-espèces, Prunus serotina subsp. capuli est le cerisier noir américain ou capulin.

### Espèce invasive en Europe
Il a été introduit en Europe en 1629 en tant que plante ornementale ou d'intérêt commercial, dans l'espoir que son bois soit aussi recherché qu'aux États-Unis d'Amérique. Mais il est devenu ces dernières 40 années une des plus importantes plantes envahissantes des forêts et lisières – comme dans le sud-ouest de la France, en Belgique, aux Pays-Bas ou en Allemagne.
Son caractère invasif semble favorisé par plusieurs facteurs :
- son introduction volontaire dans le milieu ;
- la nature et l'histoire du sol concerné[4]; il est beaucoup plus invasif sur d'anciens podzols plantés de résineux[4];
- le type d'hétérogénéité écopaysagère du milieu[5] et la fragmentation forestière[6],[7].

## Utilisation
Aux États-Unis, où l'arbre est une espèce indigène, il est prisé pour ses nombreuses utilisations. Le cœur du bois de cet arbre a été utilisé dans l'ébénisterie et la fabrication de meubles depuis l'époque coloniale et est réputé pour avoir une ombre épaisse de rouge lorsqu'il est poli. Au Québec, parmi les espèces indigènes, c'est le bois le plus précieux. Au marché, il peut atteindre un prix très élevé (plus de quatre-vingts dollars US par tranche de 100 cm2.)
Le fruit de cette espèce est également un ingrédient commun et saisonnier dans la cuisine américaine. Il y est souvent récolté en été pour être transformé en pâtés de cerise, en confitures et conserves, et utilisé dans les crèmes glacées maison. Commercialement, il est également utilisé comme aromatisant pour certaines liqueurs et boissons gazeuses.
Dans le sud des États-Unis, le bois de cet arbre est souvent utilisé dans le barbecue ou pour fumer de la viande.
Les feuilles fraîches (mais surtout fanées) contiennent des hétérosides cyanogénétiques qui se transforment en cyanure d'hydrogène lorsqu'elles sont ingérées par le bétail. Il vaut donc mieux ne pas conserver ce type d'arbre à proximité des zones de pâturage.